# Yūryaku

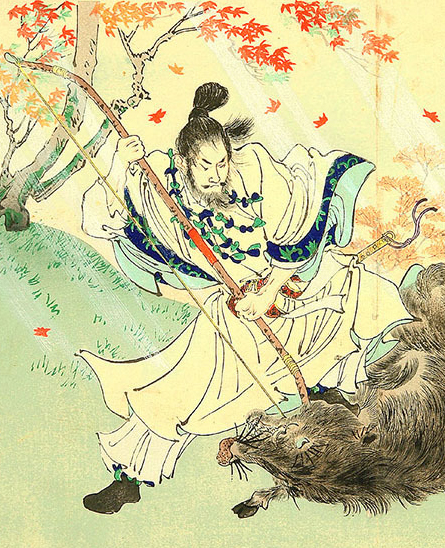
Kaiser Yūryaku

Yūryaku (jap. 雄略天皇; * um 418; † 7. August 479) war der 21. Tennō von Japan (456–479). Er herrschte vermutlich im späten 5. Jahrhundert. Historiker identifizieren ihn mit dem japanischen König Bu (武) in chinesischen Dokumenten.
Nach den Geschichtsbüchern Kojiki und Nihonshoki war sein Eigenname Ōhatsuse-no-wakatake (Nihon Shoki: 大泊瀬幼武尊, Kojiki: 大長谷若建命), und eine Eisenklinge, Kinsakumei Tekken genannt, mit der Inschrift Wakatakeru Ōkimi (獲加多支鹵大王, dt. „Großkönig Wakatakeru“) wurde 1968 im Schwert auf Inariyama-Kofun in der Präfektur Saitama entdeckt. Historiker halten es für einen Beweis für seine historische Bedeutung und seine Herrschaft über die Kantō-Region.
Nach Nihonshoki war er ein Sohn Kaiser Ingyōs und Bruder Ankōs von derselben Mutter. Er war der Vater des Kaisers Seinei, der sein Kronprinz war. Er herrschte in Hase, heute Präfektur Nara. 
Sein Charakter war streng und stark. Nach diesen Dokumenten ermordete er seine eigenen Verwandten selber, seine zwei Brüder und einen Cousin, dessen beide Söhne nachher Kaiser Kenzō und Kaiser Ninken wurden. Es gab vermutlich einen Streit über den Thron, nachdem Ankō ermordet wurde.
Gemäß dem Nihonshoki und einer koreanischen Chronik führte er Kriege in Korea.
Das Nihonshoki und das Kojiki, wie auch Gedichteanthologie Man’yōshū enthält ihm zugeschriebene Gedichte, u. a. das Eröffnungsgedicht des Man’yōshū:
| Japanisch | Transkription | Englisch | Deutsch |
| --- | --- | --- | --- |
| 篭毛與 美篭母乳 布久思毛與 美夫君志持 此岳尓 菜採須兒 家吉閑名 告紗根 虚見津 山跡乃國者 押奈戸手 吾許曽居 師吉名倍手 吾己曽座 我許背齒 告目 家呼毛名雄母 | Ko mo yo miko mochi fukushi mo yo mibukushi mochi kono oka ni na tsumasu ko ie kika na norasane soramitsu yamato no kuni wa oshinabete ware koso ore shikinabete ware koso mase ware kosoba norame ie o mo na o mo | Your basket, with your pretty basket, Your trowel, with your little trowel, Maiden, picking herbs on this hillside, I would ask you: Where is your home? Will you not tell me your name? Over the spacious Land of Yamato It is I who reign so wide and far, It is I who rule so wide and far, I myself, as your lord, will tell you Of my home, and my name. | Mit dem Korb da, Dem schönen Korb in der Hand, Mit dem Grabscheit da, Dem schönen Grabscheit in der Hand, Auf diesem Hügel Kräuter pflückendes Kind! Dein Haus möcht’ ich erfahren, Deinen Namen nenne mir! Das Himmelgefundene Land Yamato — Im ganzen Bin ich’s, der da wohnt, Im ganzen Bin ich’s, der da residiert, Ich bin es, der Sich gerne nennte dein Gemahl. Nenn mir dein Haus, den Namen dein! |